# Lynchius
Lynchius es un género de anfibios anuros de la familia Craugastoridae. Las especies de este género fueron incluidas con anterioridad en los géneros Phrynopus y  Eleutherodactylus. Se distribuyen por el sur de Ecuador y el norte de Perú, más concretamente en la Cordillera Oriental de Ecuador y en la Cordillera de Huancabamba de Perú, entre los 2215 y los 3100 m.

## Especies
Se reconocen las siguientes seis especies:
- Lynchius flavomaculatus (Parker, 1938)
- Lynchius nebulanastes (Cannatella, 1984)
- Lynchius oblitas Motta, Chaparro, Pombal, Guayasamin, De la Riva & Padial, 2016
- Lynchius parkeri (Lynch, 1975)
- Lynchius simmonsi (Lynch, 1974)
- Lynchius tabaconas Motta, Chaparro, Pombal, Guayasamin, De la Riva & Padial, 2016